# Papari
Papari falu Bosznia-Hercegovinában, Bihács községben, a Bosznia-hercegovinai Föderáció Una-Szanai kantonjában. 

## Fekvése
Bihácstól légvonalban 6, közúton 8 km-re északnyugatra, a horvát határ mellett fekszik. A település 414 m magas Izačićka glava alatt, a baljevac-željavai terasz, valamint a Mriježnica és Jaruga patakok közötti enyhe lejtőn alakult ki. Vízzel a Jaruga időszakos mellékvize, a Jasika-patak látta el, ami azt jelentette, hogy víz az esős időszakban volt, de ahogyan ez megszűnt, kiszáradtak a források is. A település régen egy muszlim és egy ortodox részre oszlott. A muszlimok lakta részének házai a falu két, egymást keresztező útja mentén sorakoztak, míg az ortodoxok lakta rész házai szétszórtan, a Jaruga-patak két oldalán álltak. Négy településrésze: Jaruge, Selimanovići, Zečići és Šumar Selo volt.

## Népessége
| Nemzetiségi csoport | Népesség 1991 | Népesség 2013 |
| ------------------- | ------------- | ------------- |
| Szerb               | 99            | 1             |
| Bosnyák             | 485           | 486           |
| Horvát              | 1             | 1             |
| Jugoszláv           | 9             | 0             |
| Egyéb               | 0             | 23            |
| Összesen            | 588           | 511           |

## Története
A falu utcás részétől nem messze épületmaradványok találhatók, mely helyet „Crkvinának” nevezik és a hagyomány szerint a török hódítás előtt templom állt ott. A falu a karlócai béke után települt be Likából érkezett családokkal. Ekkor érkeztek a Selimanović, a Salčinović, a Jakupović és a Šumar család ősei. Később a környező településekről újabb családok települtek be. Az ortodox családok részben az osztrák-magyar megszállás előtt, részben utána érkeztek. A lakosság főként mezőgazdaságből élt, de sokan vándoroltak ki Amerikába is. A szerb lakosság a boszniai háború végén menekült el.

## Nevezetességei
A középkori falu templomának maradványa. Az egykori templomra már csak némi építőanyag törmelék emlékeztet. A helyet az idősek Grčka crkva (azaz görög templom) néven ismerik. Václav Radimsky azonosította a középkori templom maradványaként 1893-ban.